# Dípile
Na mitologia grega Dípile[carece de fontes?], Deípile ou Deípila era filha de Adrasto, um rei de Argos, foi esposa de Tideu.
Seu filho foi o herói Diomedes.